# Apistogramma erythrura
Apistogramma erythrura és una espècie de peix de la família dels cíclids i de l'ordre dels perciformes.